# Hockey Club Fribourg-Gottéron
Pour les articles homonymes, voir Gottéron (homonymie).
Le Hockey Club Fribourg-Gottéron (couramment abrégé en HC Fribourg-Gottéron, Fribourg-Gottéron, Gottéron ou HCFG) est un club de hockey sur glace situé à Fribourg, en Suisse, dans le canton du même nom. Le club existe depuis 1937 et évolue en National League depuis 1980, ce qui en fait le pensionnaire établi en NL actuelle le plus ancien.

## Historique

### Appellation du club et ligues
Cette section présente les noms officiels qu'a portés le club depuis le début de son existence.
- 1938 à 1967 : Hockey-Club Gottéron
- 1967 à 1980 : HC Fribourg
- Depuis 1980 : HC Fribourg-Gottéron

De plus, les différentes ligues nationales dans lesquelles le club a évolué depuis ses débuts sont les suivantes :
- 1938 à 1940 : -
- 1940 à 1947 : Série B (D3)
- 1947 à 1953 : Série A (D3)
- 1953 à 1976 : Ligue Nationale B (D2)
- 1976 à 1978 : 1re Ligue (D3)
- 1978 à 1980 : Ligue Nationale B (D2)
- Depuis 1980 : Ligue Nationale A (D1, devenue National League)

### Fondation par six jeunes

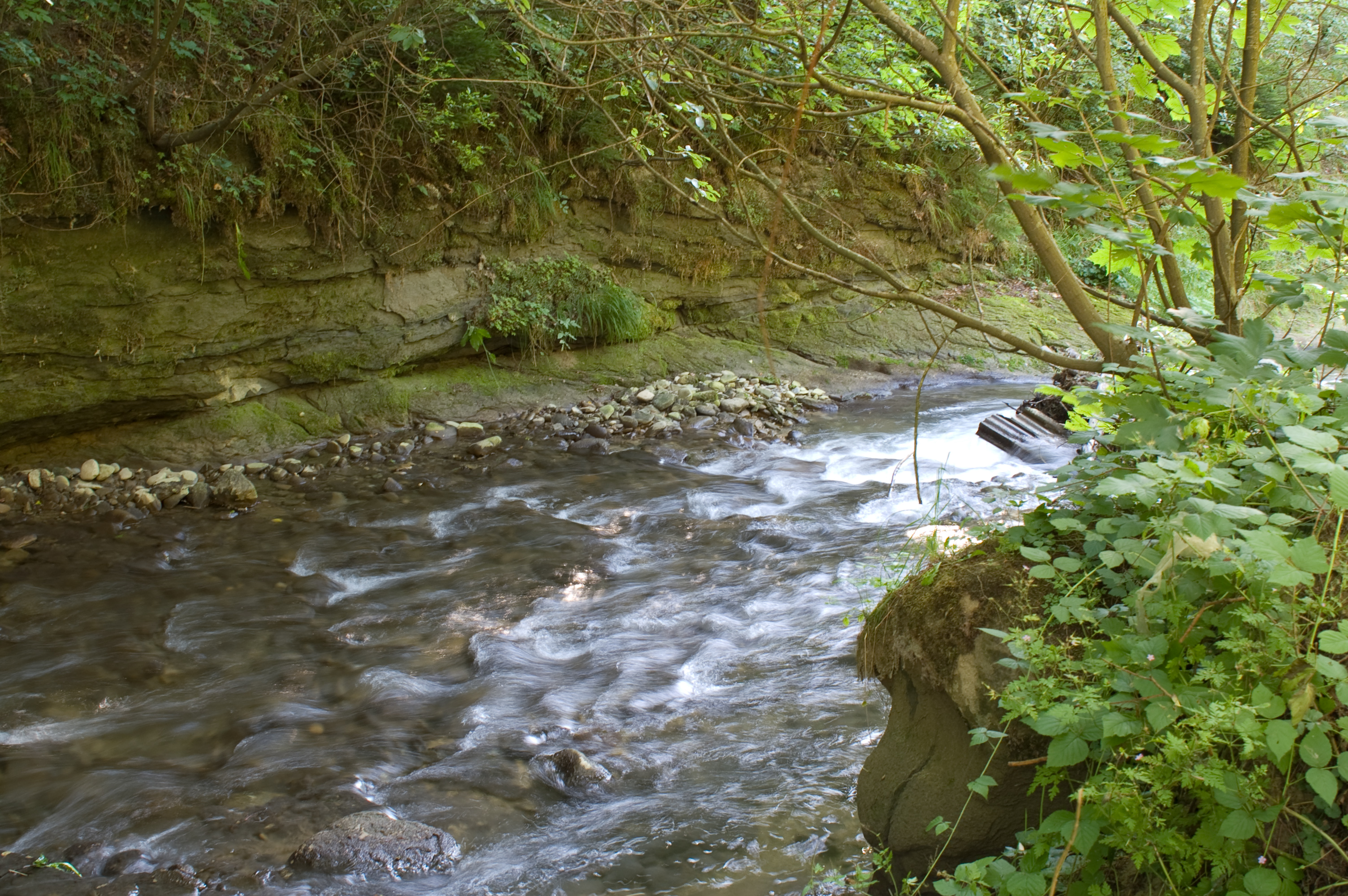
Le Gottéron, cours d'eau qui traverse en largeur une partie du canton de Fribourg, a donné son nom à l'équipe.

L'histoire du club est officiellement lancée le 1er décembre 1937 par six jeunes garçons de la Basse-Ville (vieille ville) de Fribourg, âgés de 13 à 16 ans : Eugène Jaeger, Albert et Joseph Jelk, Jean Mulhauser, Alphonse Zahno et Walter Schieferdecker. Réunis dans la cuisine du dernier nommé (adresse Gottéron 19), ils prennent la décision de créer un club de hockey sur glace, eux qui ont pris l'habitude de pratiquer ce sport sur les piscicultures gelées de la Vallée du Gottéron.
Le Hockey-Club Gottéron est par la suite fondé formellement le 1er décembre 1938 et admis dans la Ligue suisse cette même année (provisoirement pour deux saisons), grâce à des statuts et un premier président, Jean-Jacques Brohy. En plus de leurs parties de hockey dans la vallée, le club doit son nom au fait que les joueurs créent alors leur propre glace en transportant de l'eau du Gottéron voisin,.
Dans les premiers temps, l'équipe joue contre les équipes des autres quartiers, principalement contre le HC Tirlibaum et le HC International. Supérieur à plusieurs reprises, il fusionne avec ces derniers et la commune donne un nouveau terrain aux joueurs : le terrain des Augustins.

### Les Séries A et B (1940-1953)
En 1940-1941, le club intègre le championnat de hockey régional en son plus bas niveau, la série B, et, quatre ans plus tard, termine à la première place de son groupe. Au début de la saison 1945-1946, Walter Essig, joueur international, s'installe dans la ville de Fribourg pour des raisons commerciales et devient le premier entraîneur de l'équipe. En 1946-1947, l'équipe joue son premier match amical international contre une équipe d'Amsterdam, pour une victoire 12-2. En 1947, avec la création de la Ligue nationale B, Fribourg reste au troisième échelon suisse mais passe de Série B en Série A.
C'est finalement à l'issue de la saison 1952-1953 que le club de Gottéron se hisse pour la première fois de son histoire en Ligue nationale B en battant le barragiste de la LNB, l'équipe du EHC Thalwil. L'équipe compte alors le premier renfort étranger de son histoire en la personne de Wolfgang Gosnik, joueur autrichien, et bat Thalwil 12-2. Essig prend alors sa retraite d'entraîneur et Gosnik le remplace sur le banc de l'équipe.

### La Ligue nationale B (1953-1980)

#### Années 1950
Le club termine sa première saison en LNB à la troisième place du classement des cinq équipes avec quatre victoires en neuf rencontres disputées, puis lors de la saison suivante, Fredy Streun, ancien international champion d'Europe en 1950 avec la Suisse, devient entraîneur de l'équipe. Lors de sa deuxième saison en LNB, l'équipe de Fribourg termine en tête de sa poule avec les deux autres meilleures équipes de poules. Finalement, le HC La Chaux-de-Fonds accède à la Ligue nationale A aux dépens de Gottéron et de Kloten. La Chaux-de-Fonds inflige un revers 19-1 à l'équipe de Streun. L'équipe change une nouvelle fois d'entraîneur avant le début de la saison 1955-1956 et met en place Jimmy Raesbeck, joueur américain, au double poste d'entraîneur-joueur.
Néanmoins, depuis des années déjà, le club souffre de jouer sur une glace naturelle qui n'assure pas de pouvoir jouer toute l'année dans de bonnes conditions. La Coopérative de la patinoire du HC Gottéron est alors créée en 1956 et le lieu-dit Les Augustins est choisi pour accueillir une patinoire artificielle. La patinoire est inaugurée et bénie par le curé local le 25 novembre 1956. Les entraîneurs se succèdent à la tête de l'équipe avec les passages de joueurs-entraîneurs canadiens tels que Mike O'Brien ou encore Raymond Maisonneuve. Quand ce dernier arrive dans la ville suisse, Jaeger, fondateur du club, fait toujours partie des dirigeants et est chargé de lui trouver un appartement.
Maisonneuve est le premier entraîneur depuis cinq ans à ne pas quitter le club lors de l'inter-saison 1958. Par contre, la direction du club change en 1959 avec le départ d'Aebischer de la tête de l'équipe, remplacé par Franz Spicher, alors qu'un Canadien en remplace un autre avec Bruce Hamilton prenant la place de Maisonneuve. La différence est alors qu'à partir de cette saison 1959-1960, la Fédération suisse décide d'exclure les joueurs étrangers du championnat.

#### Années 1960
À la fin de la saison 1960-1961, l'équipe termine à la première place du classement du groupe Ouest à égalité de points avec La Chaux-de-Fonds. Un match de barrage a donc lieu pour savoir laquelle des deux équipes a le droit de jouer la finale de la LNB pour les barrages de promotion en LNA. Remportant le match 6-1 contre la Chaux-de-Fonds, l'équipe de Fribourg joue sa finale contre Langnau. Ce sont deux défaites d'un but à chaque fois qui viennent conclure la plus belle saison de l'histoire du club.
Pour commencer la saison 1964-1965, les habitudes sont toujours les mêmes du côté du banc de l'équipe et le Canadien André Girard prend le poste d'entraîneur, mais encore une fois il ne reste en place qu'une seule saison. Il est remplacé par Reto Delnon, limogé du poste d'entraîneur de l'équipe nationale en janvier 1962 pour son appartenance au Parti ouvrier et populaire. Après une saison à vide, Delnon décide de revenir au jeu pour aider ses joueurs pour la saison 1963-1964. Le club ne se sauve qu'en remportant les trois derniers matchs de la saison, dont le dernier grâce à un coup du chapeau de Delnon.

#### Années 1970
La première moitié des années 1970 est positive, avec des saisons terminées dans les premières places.
En 1976, le club est relégué en 1ère Ligue. Après quelques mois à l'échelon inférieur, il termine premier de son groupe, mais s'incline finalement 2-1 dans la série de finale contre Neuchâtel, qui sauve sa place en LNB. En 1978, c'est la bonne : Fribourg, à nouveau premier de son groupe, est promu en LNB grâce à sa victoire en deux matchs contre Martigny.
Pour son retour en LNB, Fribourg termine en sixième position. La saison 1979-1980 voit le club terminer deuxième du groupe Ouest. Place au groupe promotion et...

### La Ligue nationale A (depuis 1980)

#### Années 1980: promotion

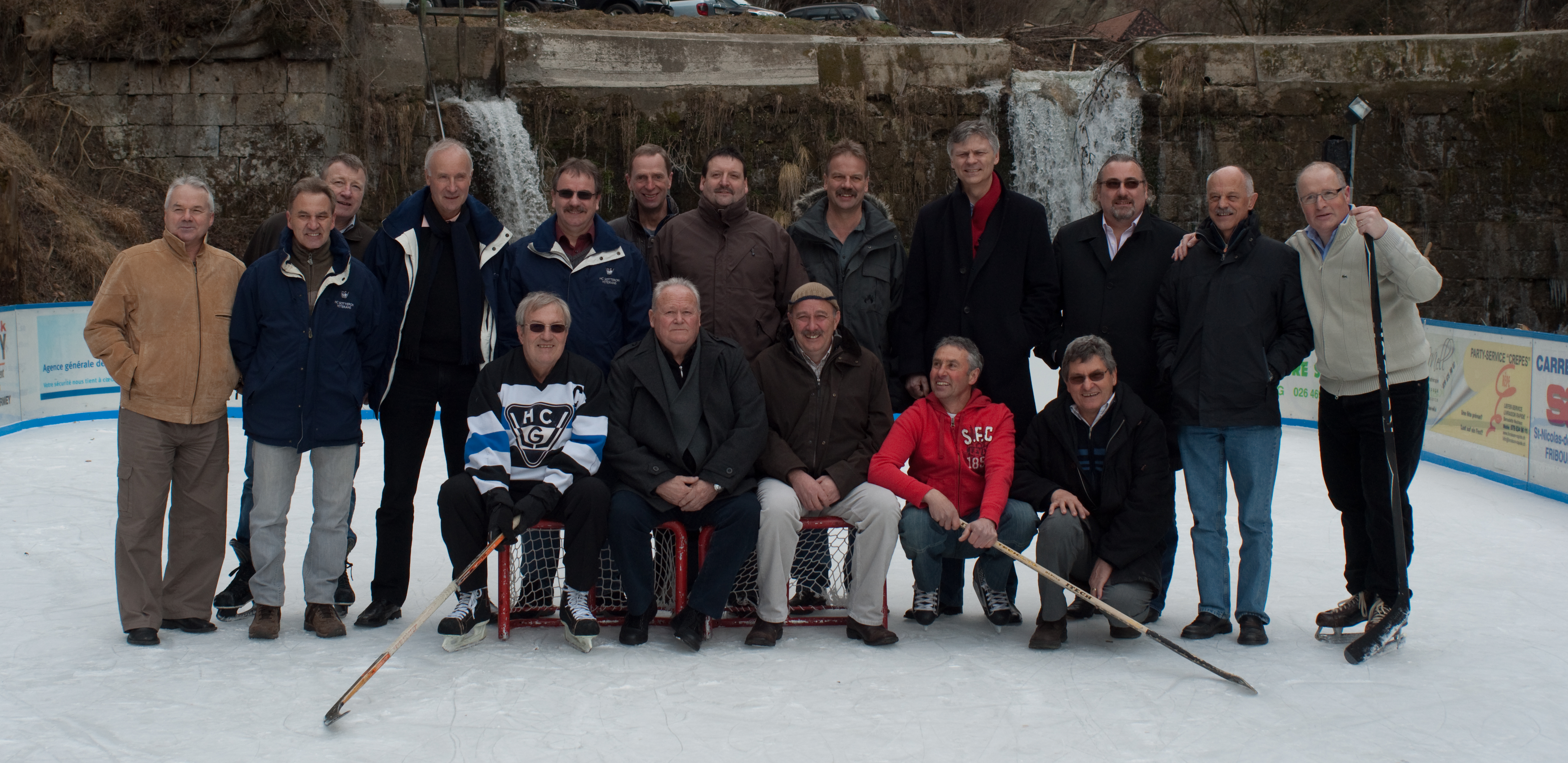
L'équipe de 1980, celle de l'accession à la LNA, trente ans plus tard dans la vallée du Gottéron.

Le 4 mars 1980, le HC Fribourg est promu en Ligue nationale A, en battant le superfavori Zurich par 6-0, sous la houlette de Gaston Pelletier. Le club est renommé HC Fribourg-Gottéron la même année, afin de se souvenir et de faire rayonner ses origines et de son lien historique avec le Gottéron et la vieille ville.
En 1982, le club de la basse ville de Fribourg déménage, une nouvelle patinoire est construite : Saint-Léonard. Pour sa troisième saison dans l'élite, Fribourg termine en deuxième position, synonyme de vice-champion (la ligue n'a pas encore de séries éliminatoires, instaurées dès la saison 1985-1986), et troisième l'année suivante.
Au début de l'année 1988, le club fait face à de graves soucis financiers. L'opération "Sauvez Gottéron" est lancée et couronnée de succès.

#### Années 1990: trois finales consécutives
Le 4 juillet 1990, les Russes Viatcheslav Bykov et Andreï Khomoutov intègrent le club, après l'annonce de leur transfert au mois de mars par le président Jean Martinet au sommet du Moléson. Le duo a pourtant été drafté en NHL par les Nordiques de Québec l'année précédente, en positions 169 et 190. Ils en seront des éléments importants du club durant huit saisons.
En 1992, Fribourg-Gottéron se qualifie pour les play-off. Gottéron domine Ambrì-Piotta en demi-finale, avant de s'incliner, en finale, face au CP Berne.
Lors de la saison 1992-1993, Fribourg-Gottéron participe à la Coupe Spengler. En saison régulière, les « jaune et noir » terminent à la deuxième place et entament les play-off en dominant Zurich, puis Ambrì-Piotta. Malgré quelques complications dues à des blessures, Fribourg parvient à se qualifier pour la finale. Mais le titre de champion échappe de nouveau à l'équipe, battue par Kloten.
Lors de la saison 1993-1994, Fribourg domine la saison régulière, et se retrouve une nouvelle fois en finale contre Kloten, pour une nouvelle défaite. Le titre de champion lui échappe ainsi pour la troisième fois consécutive.
Lors des saisons 1994-1995 et 1995-1996, Fribourg se tient dans le milieu du classement de LNA. L'année suivante, le club se retrouve 2e au terme de la saison régulière et se qualifie pour les demi-finales des play-off ainsi que pour la Ligue européenne.
Le 30 octobre 1997, Fribourg-Gottéron devient une société anonyme.

#### Années 2000: difficultés et séries historiques

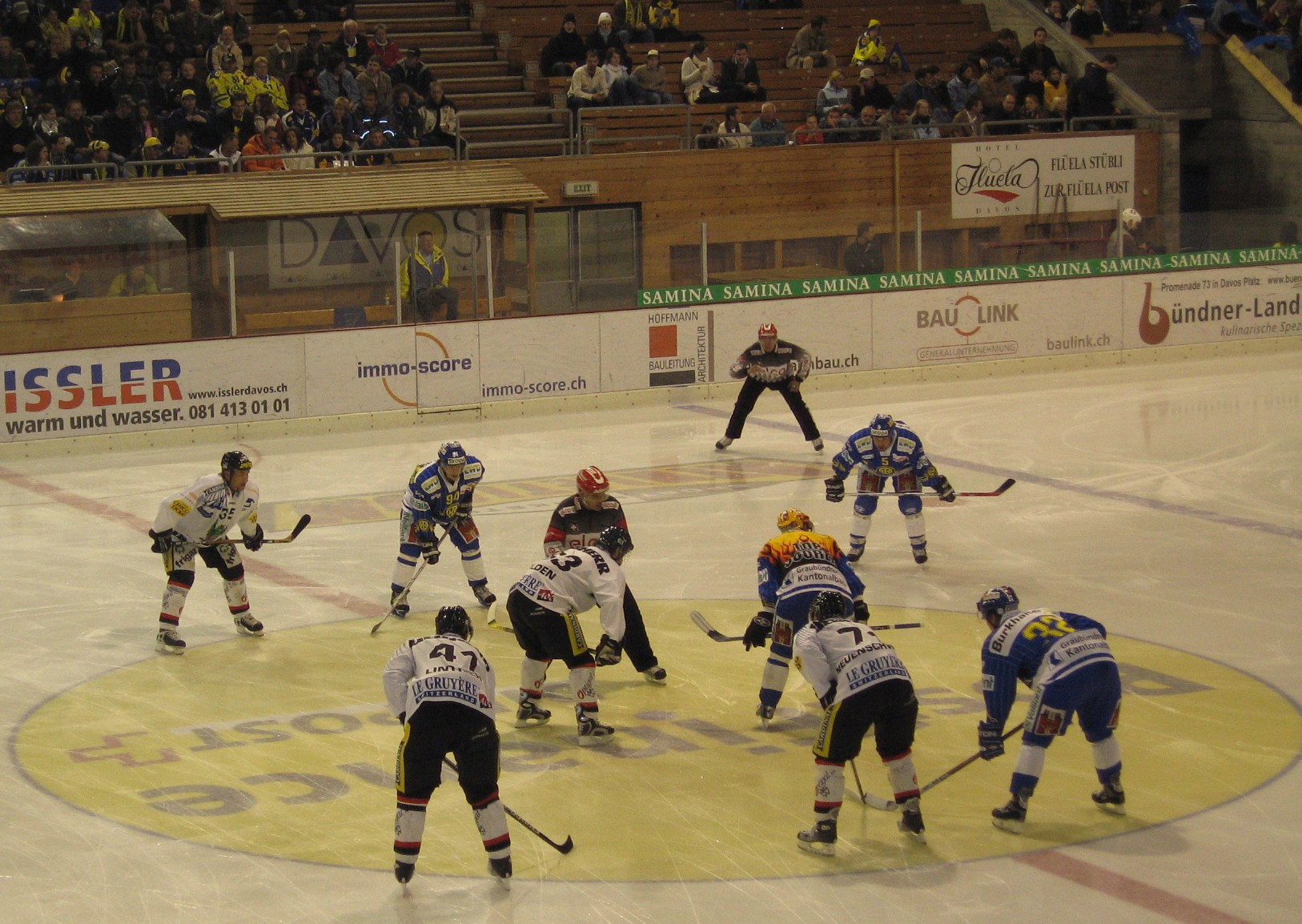
Fribourg-Gottéron (en blanc) à Davos en octobre 2005, au coup d'envoi d'une victoire 5-2.

Depuis la saison 2003-2004, Fribourg-Gottéron ne se qualifie plus pour les séries finales, étant chaque année condamné aux play-out. Cependant, Gottéron se maintient en LNA.
En 2006, afin de se conserver sa place en LNA, Gottéron doit même jouer les barrages contre le HC Bienne, champion de LNB. Les Dragons évitent la relégation en s'imposant 4-2. Les problèmes financiers sont également importants.
Le 11 mars 2008, après une qualification in-extremis pour les séries finales, Gottéron élimine le CP Berne, grand dominateur de la saison régulière et rival historique des Fribourgeois, en remportant la série de quarts de finale 4 à 2 grâce à 4 victoires en prolongations. Fribourg s'incline ensuite en demi-finale contre l'autre club romand, Genève-Servette Hockey Club, 4-1 dans la série.
Le 5 mars 2009, lors des quarts de finale des play-off, Gottéron élimine les ZSC Lions, champion de Suisse et d'Europe en titre, en remportant la série 4-0, mais se fait éliminer, le 28 mars 2009, en demi-finale des play-off, 4 à 3 dans la série contre le HC Davos, alors qu'il menait 3-1 dans la série.

#### Années 2010: cinquième finale

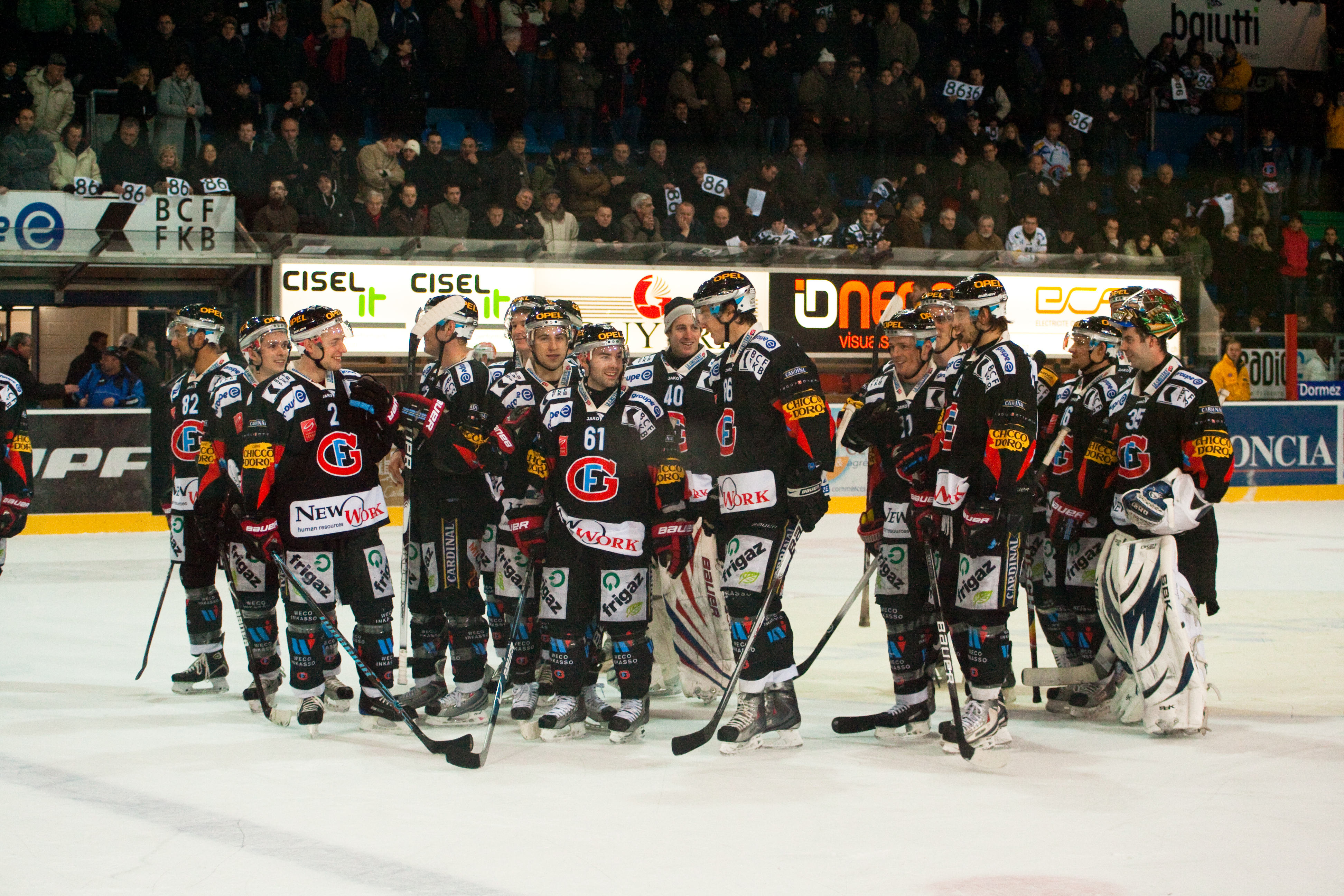
Fribourg-Gottéron après une victoire 3-1 contre Langnau en janvier 2010.

En décembre 2012, Fribourg participe pour la deuxième fois de son histoire à la Coupe Spengler, la 86e édition. Cette aventure davosienne se conclut en demi-finale avec une défaite 5-1 face au Team Canada.
Le 28 mars 2013, Fribourg-Gottéron remporte sa demi-finale 4-1 contre les Zurich Lions et se qualifie pour sa quatrième finale, où il affronte le CP Berne. Mené 2 victoires à 0 par les Bernois, Gottéron parvient à revenir à 2 partout, mais s'incline en six matches : c'est la quatrième défaite fribourgeoise en finale, après 1992, 1993 et 1994, et le cinquième titre de vice-champion, avec en outre 1983.
La saison 2016-2017 est particulièrement difficile en National League, avec une 11e et dernière place, et un sauvetage en finale de playouts contre le HC Ambri-Piotta. Mais, paradoxalement, alors lanterne rouge, l'équipe parvient à se hisser en demi-finale de Champions Hockey League, où elle s'incline 9-1 (5-1 et 4-0) contre Frölunda, futur vainqueur de la compétition.

#### Années 2020: renaissance
La nouvelle BCF Arena est inaugurée en octobre 2020, après deux ans de travaux, permettant au club de réellement se professionnaliser.
Fribourg-Gottéron termine les saisons 2020-2021 et 2021-2022 aux troisièmes et deuxièmes rangs, respectivement, sous les ordres de Christian Dubé. Les Dragons sont toutefois éliminés en quarts de finale (défaite 4-1 contre Genève) et en demi-finale (défaite 0-4 contre Zurich après avoir éliminé Lausanne 4-1). En 2022-2023, le club échoue en pré-playoffs face à Lugano. La saison suivante est marquée par une défaite en demi-finale (1-4 contre Lausanne après un 4-3 dans la série contre Lugano). Les saisons (régulières) sont plutôt bonnes, mais les séries restent difficiles.
En décembre 2024, à la peine en championnat et éliminé sur la scène européenne, Fribourg-Gottéron gagne la 96e édition de la Coupe Spengler, dix jours après s'être séparé du coach Patrick Emond, remplacé par Lars Leuenberger.
Sous les ordres de ce nouveau coach, Fribourg passe d'une 13e place synonyme de série de playouts contre le HC Ajoie à un quart de finale et un top 6 en fin de saison régulière. Une remontée folle au classement, avec seulement deux matchs perdus dans le temps réglementaire. En sept actes, Fribourg passe son rival historique de Berne, en remportant notamment les matchs 1 et 7 dans la capitale, et affronte Lausanne en demi-finale. Comme en quarts, Gottéron remporte l'acte 1 à l'extérieur et récupère directement l'avantage de la glace, avant de mener 3-1 dans la série et de repousser le leader du championnat dans ses derniers retranchements. Le LHC s'impose finalement 4-3, profitant d'un banc plus long et des blessures de quatre titulaires fribourgeois, dont les deux premiers centres (Wallmark et De la Rose).

## Palmarès
- LNA/National League
  - Vice-champion (5) : 1983, 1992, 1993, 1994 et 2013

- LNB/Swiss League
  - Champion (1) : 1980

- Coupe Spengler
  - Champion (1) : 2024[17],[18]

## Records

### Ancienneté
Depuis le 28 avril 2018 et la relégation de l'EHC Kloten, Fribourg-Gottéron est l'équipe dont la dernière promotion en National League est la plus ancienne (1980, contre jusqu'alors 1962 pour Kloten).

### Victoires et points
Le 19 octobre 2021, Fribourg-Gottéron établit, grâce à sa victoire 5-3 contre le CP Berne, à la BCF Arena, son nouveau record de dix victoires consécutives dans le temps réglementaire (le précédent, neuf, datant de la saison 1991-1992).
Trois jours plus tard, le 22 octobre 2021, Fribourg-Gottéron devient la première équipe à engranger les 18 points mis en jeu en phase de groupe de Champions Hockey League, depuis l'introduction du système à 4 équipes en 2017.
Le 1er mars 2022, en battant l'EV Zoug sur le score de 6-2, les Dragons établissent un nouveau record de 13 victoires consécutives à domicile.
Pendant la saison régulière 2023-2024, Fribourg-Gottéron dépasse pour la première fois de son histoire la barre des 100 points (102). Le record précédent, 99, datait de la saison 2012-2013.

### Spectateurs
Le 11 mars 2022, Fribourg passe pour la première fois de son histoire le cap des 200 000 spectateurs sur la saison, pour un nombre record 252 762 paires d'yeux en fin de saison.
En 2022-2023, la BCF Arena connaît un taux de remplissage de 99.04% : le meilleur d'Europe, et ce pour la deuxième année consécutive après les 94.60% de 2021-2022.
En 2023-2024, et pour la première fois de l'histoire du hockey suisse, voire européen selon le président Hubert Waeber, Fribourg-Gottéron passe toute une saison régulière à guichets fermés,. Cet exploit se poursuit pendant les sept matchs de playoffs disputés, pour un total de 33 matchs dans une salle comble.
Lors des saisons 2022-2023, 2023-2024 et 2024-2025, un record de 7 500 abonnements de saison sont vendus, soit la totalité des stocks disponibles.
Avec 3037 spectateurs le 8 décembre 2024, pour un derby des Zaehringen contre Berne, Fribourg détient le record de spectateurs pour un match de hockey féminin suisse. Le record battu (2163) était pour un affrontement Zoug-Davos le mois précédent.

## Image

### Couleurs
Le blanc et le bleu ont fait partie des couleurs du club depuis ses débuts. Le noir est venu s'y ajouter par la suite. Le bleu pour le blason de la ville, le noir pour celui du canton, et le blanc pour les deux à la fois.
Dans les années 1990 et 2000, les joueurs du club sont toutefois surnommés les « Jaune et Noir » (ou inversément), le maillot domicile étant jaune et l'extérieur noir,. Le rouge faisait ensuite aussi partie des couleurs du club dans les années 2000-2010, représentant le feu du dragon.

### Emblème
Le dragon de Gottéron... La légende est racontée pour la première fois en 1840 par l'auteur fribourgeois Franz Kuenlin. Plus d'un siècle plus tard, German Kolly (Sagen und Märchen aus dem Senseland) et Nikolaus Bongard (Sensler Sagen) l'ont racontée à nouveau et fait connaître. Ainsi, une ou plusieurs bêtes mythiques habitaient dans des grottes de la Vallée du Gottéron, entre Fribourg et Tafers, qui sont encore visibles aujourd'hui et nommées "les trous des fantômes". Du bétail aurait été dévoré chaque semaine, notamment à Menziswil, et les intrépides promeneurs étaient pourchassés.
Toutefois, selon l'expert en légendes Christian Schmutz, il ne s'agirait pas de dragons, mais de lindworms, un mélange de dragon et de serpent, avec des ailes qui ne lui permettent pas de voler. On peut en entendre le cri lorsque le vent souffle suffisamment fort en hiver.

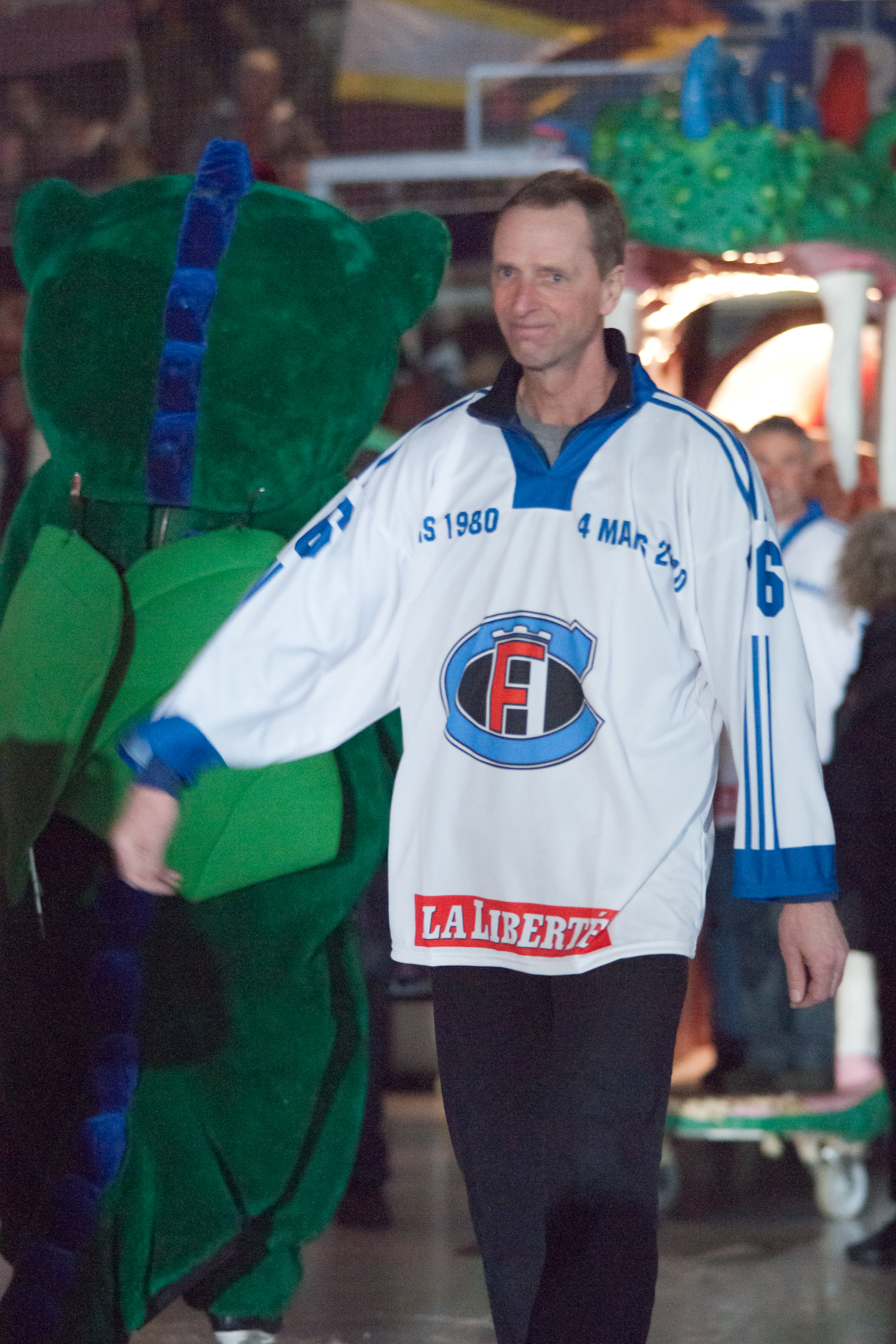
L'ancien joueur Jean Lussier en 2010, avec le Dragon d'Hubert Audriaz et la mascotte en fond, ainsi que l'ancien logo du club sur le torse.

Le club de Fribourg-Gottéron est représenté par un dragon depuis plus de trente ans. En effet, lors d'une rencontre avec le président de l'époque, l'artiste fribourgois Hubert Audriaz lui suggère de changer de logo pour "un logo pour les jeunes, un logo qui fait rêver et un logo avec une légende". L'artiste crée ainsi, au début des années 1990, un maillot avec un dragon vert comme logo, qui fait l'unanimité. Celui-ci devient l'emblème du club, faisant de Fribourg le premier club avec un totem. Le premier maillot officiel de Fribourg-Gottéron avec l'animal légendaire est celui de la saison 1994-1995.
Ensuite, en février 1998, Hubert Audriaz développe un dragon pour l'entrée des joueurs, et personne en Suisse n'avait encore quelque chose du genre. Le dragon mécanique de l'artiste vit ses derniers matchs en mars 2018, après vingt ans de services, et est depuis entreposé dans l'atelier de celui qui est surnommé le "Magicien de la Basse-Ville". Il est remplacé par un dragon gonflable pour la nouvelle BCF Arena fraîchement rénovée,.
En 2013, au cours de la dernière finale de National League de Fribourg-Gottéron, des fans se sont recueillis dans les grottes de la vallée.

### Logo
Fribourg-Gottéron arbore un logo inspiré de celui des Canadiens de Montréal, avec un grand "C" bleu, un "F" rouge et les trois tours de la ville en blanc jusqu'en 1994, avec quelques modifications mineures avec le temps. A partir de cette année-là, un dragon vert est ajouté derrière, l'animal apparaissant derrière le logo, puis le tenant entre ses pattes la saison suivante. L'idée est celle d'Hubert Audriaz,.
A partir de 2001, le dragon vert est conservé, mais le logo central devient un "FG" avec le "F" en bleu entouré d'un "G" rouge. En 2007, le dragon est abandonné et seul le "FG" perdure sur les maillots.
En 2010, Fribourg opte pour un logo avec un dragon bleu, sans "FG". Celui-ci est remplacé en 2015 par un nouveau dragon vert et noir, différent du précédent de 1994-2007, qui reprend le "FG" devant sa poitrine, tenu par ses pattes.
En 2017, à l'occasion de la saison du 80e anniversaire du club, le HCFG modifie son logo en rendant le dragon noir et en l'insérant dans un triangle équilatéral posé sur la pointe, comme d'historiques maillots du club. L'année suivante, le triangle est resseré et le dragon adapté, mais l'idée reste la même. Depuis cette année-là, le maillot domicile n'arbore que le "FG", tandis que l'extérieur propose le logo "triangulaire".

## Culture populaire

### Affluence
Lors de la saison régulière 2021-2022, avec 8324 spectateurs en moyenne, Fribourg-Gottéron compte la deuxième affluence de Suisse, derrière Berne, et la troisième d'Europe. Cela correspond à 93.17% de remplissage. En y incluant les playoffs, ce chiffre monte à 94.60% et est le meilleur d'Europe .
La saison 2022-2023 est elle aussi marquée par un record européen d'affluence, avec 99.04% de remplissage .
Depuis le mois de mars 2023, tous les matchs de championnat ayant eu lieu à la BCF Arena l'ont été devant une salle comble, un chiffre qui a dépassé les 50 le 9 janvier 2025. Cela permet à Fribourg-Gottéron de conclure la saison 2023-2024 avec 100% de taux de remplissage, une première en Suisse et en Europe,. Cet exploit est réitéré en 2024-2025.

### Soutien

#### Fan's Clubs

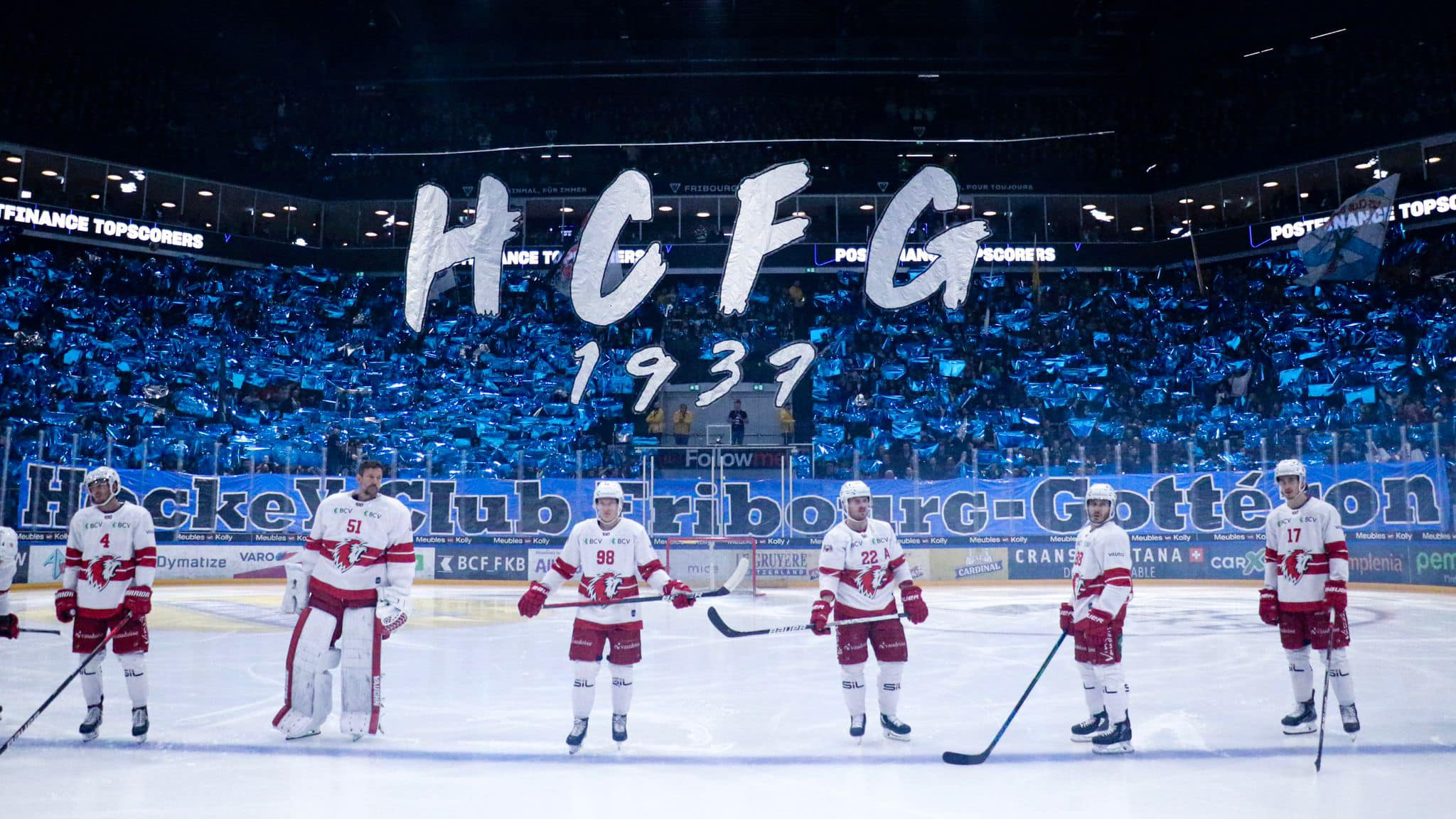
Un tifo des ultras du club, les Fribvrgensis, en avril 2022

En 2024, Fribourg-Gottéron compte, selon son site internet, neuf fan's clubs officiels. Ce sont le Fan's Club de la Gruyère, le Fan's Club Broye, le Fan's Club Mittelland, le Fan's Club Sense le Fan's Club Black Eagles, le Fan's Club White Buck, les Magic Dragons Gottéron - Dragons Tessinois, le Fanclub Dragon Eye et le Fansclub Black-White Fribourg. Chacun possède un emplacement précis et un grand drapeau à son effigie.

#### Ultras

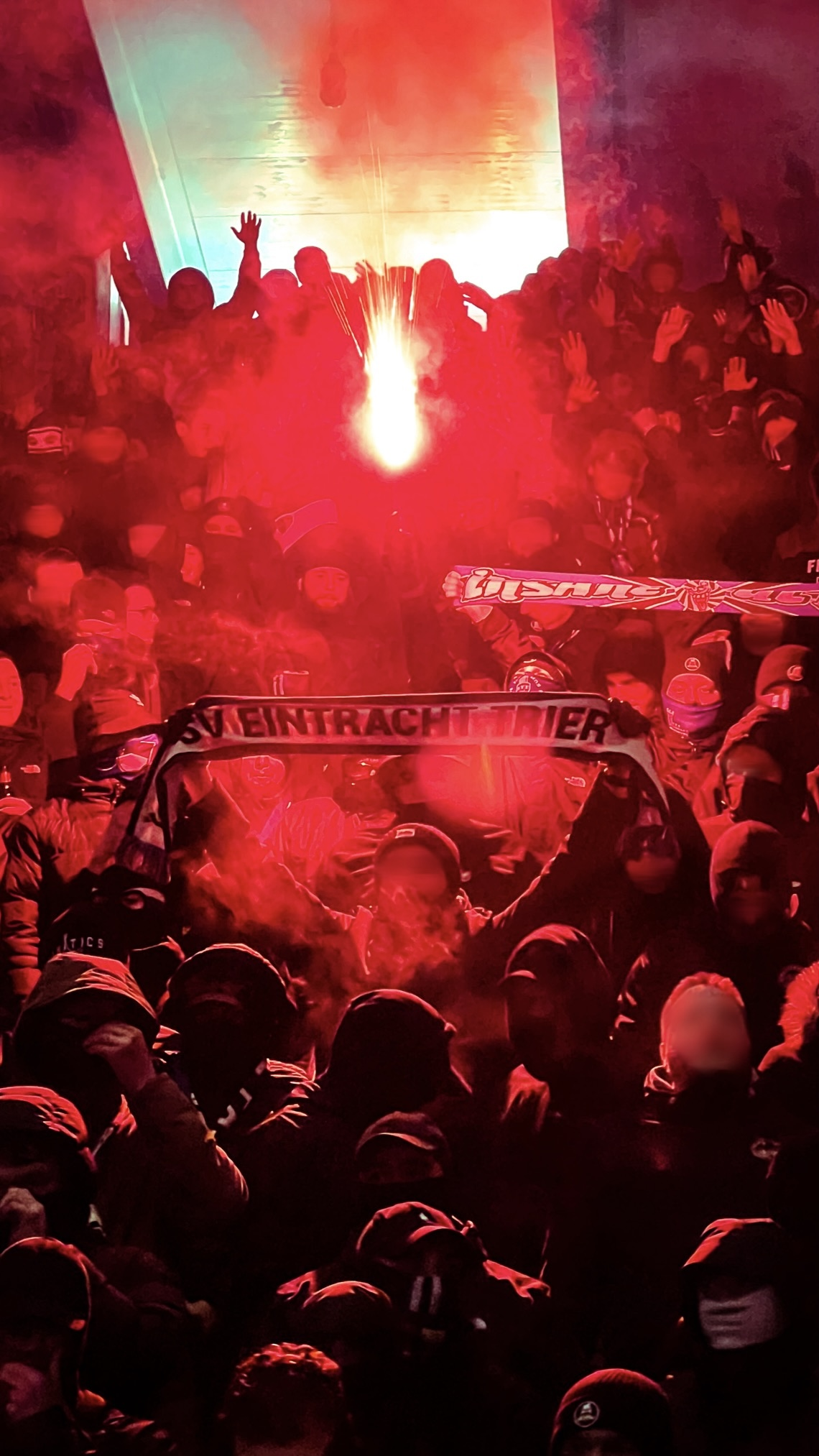
Les ultras avec leurs amis de Trèves.

Le club de Fribourg-Gottéron bénéficie d’un soutien fervent de la part de ses supporters, qui jouent un rôle central dans l’ambiance des matchs et la vie du club. Parmi eux, certains s’organisent en groupes ultras, structurant et intensifiant cette passion au sein des tribunes. En 2024, ce mouvement est représenté par deux groupes principaux et un sous-groupe. Les Fribvrgensis XIV, fondés en 2014, constituent le groupe principal et tirent leur nom du latin, signifiant “Fribourgeois”. Leur section jeunesse, les Heredes XVII, créée en 2017, porte un nom signifiant “Héritiers” en latin. Il s'agit d'un sous-groupe plutôt que d'un groupe à part entière. Du côté suisse alémanique, les Fanatics Fribourg, établis en 2016, complètent la scène ultra du club. Les Fribvrgensis XIV assurent l’animation de la tribune debout, coordonnant l’organisation du soutien vocal à travers un podium, des capos et des haut-parleurs. Depuis 2021, les trois groupes ultras – ainsi que le Fansclub Black-White – sont réunis sous l’appellation Kop Nord Fribourg. Toutefois, cette dénomination est exclusivement utilisée à domicile, notamment pour la réalisation des tifos et les tambours.
Entre 2002 et 2012 existaient les Fribourg Boys 02, le premier groupe ultra du club et le deuxième de Romandie après celui de Lausanne. Ceux-ci ont opté pour la dissolution en raison de problèmes avec la direction du club.
Depuis septembre 2004 perdure une connexion relativement importante avec les supporters du FC Metz, plus précisément avec la Tribune Ouest du Stade Saint-Symphorien, où le groupe ultra Génération Grenat 1995 prenait place. Officiellement dissoute en avril 2022, la GG95 a entièrement confié son rôle à la Gruppa Metz, créée en 2012, avec qui de bons liens existent encore, sans amitié officielle entre les Messins et Fribourgeois.
Six ans et demi plus tard, en avril 2011, débute officiellement l'amitié entre les supporters fribourgeois et ceux du SV Eintracht Trèves 1905, à Trier, en Allemagne. Les groupes concernés côté allemand sont officiellement Insane Ultra 08 (créés en 2008) et par déduction leur groupe des jeunes, la Blaue Jugend (créée en 2019),, mais la ReiseTRuppe, composée de groundhoppers, est également impliquée dans l'amitié. Plusieurs fois par saison, des cars, minibus et/ou voitures font le chemin dans un sens ou dans l'autre pour diverses occasions, principalement les matchs, mais également des fêtes.

## Rivalités

### Berne
Le principal rival historique de Fribourg-Gottéron est le CP Berne, le club de la capitale. Tout comme Fribourg l'est en 1157, la ville de Berne est fondée par la famille Zaehringen 34 ans plus tard, en 1191, une trentaine de kilomètres plus au Nord. Cela donne lieu au Derby des Zaehringen, considéré comme l'un des principaux derbys du hockey suisse. Les spécialistes le voient en outre comme le plus enflammé du pays, ex-æquo avec le Derby Tessinois, qui voit s'affronter Ambri et Lugano,.
Contrairement à certaines sources indiquant 1971, le tout premier affrontement entre les deux équipes a lieu en Ligue Nationale B, dans le groupe Centre, le 15 décembre 1956 à Fribourg. Ce match se solde par un score nul de 3-3. Plus tard dans la saison, le 23 janvier 1957, Fribourg perd 8-4 dans la capitale,. La saison suivante, Fribourg-Gottéron perd le match à domicile (5-9) et le match à l'extérieur (8-4). En mars 1958, Berne est promu en LNA et les derbys disparaissent pour de nombreuses années.
En 1967, le SCB est de retour en LNB, mais les deux équipes ne sont plus dans le même groupe. La saison suivante, Berne retrouve le groupe Ouest et deux nouveaux affrontements ont lieu, pour une défaite 9-1 dans la capitale, et enfin une première victoire fribourgeoise en match officiel le 11 janvier 1969 à Fribourg, sur le score de 5-2. La poule finale donne lieu à un nouveau match nul, et Berne est à nouveau promu en LNA, ce qui signe la fin des derbys pour une saison . En 1970-1971, les groupes des deux équipes sont à nouveau différents, mais les deux équipes se croisent dans la poule finale, pour deux défaites de Fribourg . Même son de cloche en 1971-1972, avec deux défaites dans la poule finale, dont un match devant 16 137 personnes dans la capitale, le record absolu de spectateurs en Suisse à cette époque. Berne est à nouveau promu en LNA en fin de saison .
Le derby des Zaehringen est de retour en 1980, lorsque les Dragons sont promus en LNA. Le premier affrontement dans l'élite est remporté par Fribourg, grâce à une victoire 4-1 à domicile le 30 septembre 1980. Les trois autres matchs de cette première saison régulière dans l'élite sont deux victoires fribourgeoises dans la capitale et une défaite à domicile.
Depuis l'introduction des séries éliminatoires en LNA en 1986, Fribourg-Gottéron et Berne se sont croisés à quelques reprises. En 1990, c'est une défaite 0-2 en quarts de finale, puis 0-3 en demi-finale en 1991, et enfin 2-3 en finale en 1992. En 2008, Fribourg (8e) élimine Berne (1er) 4-2 en quarts de finale. En 2012, le SCB s'impose 4-1 en demi-finale, puis 4-2 en finale l'année suivante. En 2025, les deux équipes s'affrontent en quarts de finale, Berne ayant terminé 3e et Fribourg 6e. Les Fribourgeois remportent finalement la série à Berne, lors du septième match le 26 mars 2025, après avoir mené 2-0 et 3-1 dans la série.
Entre 2002 et 2017, quelque 87 matchs officiels ont lieu entre les deux équipes. Ce sont 70 en saison régulière et 17 en playoffs. Les Ours mènent le bal : 44/70 en championnat, et 10/17 en séries pour le titre. Cela fait un total de 38% de victoires pour Fribourg, seulement. Cette statistique est nettement meilleur entre 2020 et 2025, avec 27 affrontements en National League : 20 victoires fribourgeoises !

### Lausanne
Dans les années 1980, 1990 et 2000, les matchs contre le Lausanne HC sont parfois aussi considérés comme des derbys et les matchs sont très attendus. Ce sont régulièrement les deux seules équipes de Suisse romande en LNA, Lausanne faisant toutefois des allers-retours entre les différentes ligues, au contraire de Fribourg, ce qui complique les choses. L'objectif reste la suprématie romande. Ceux-ci perdent définitivement de leur valeur avec la relégation du LHC en 2004. Lors de leur retour dans l'élite en 2013, l'attrait n'est plus le même.
Slava Bykov, ancien joueur des deux équipes, explique en 2001 : « A Fribourg, le vrai derby se dispute contre Berne. Face à Lausanne, nous devons bâtir une confrontation amicale, pas une rivalité hostile ».

### Genève
Les matchs contre le Genève-Servette HC sont eux aussi souvent considérés comme le Derby Romand par les médias. Cette appellation est toutefois controversée et ne colle pas vraiment à la définition d'un derby, d'autant plus que le GSHC est déjà impliqué dans le Derby Lémanique qui l'oppose au LHC.
Ces dernières années et surtout depuis 2019, les rencontres sont toutefois sous tension, notamment dans les tribunes. Les débordements et actions contre l'adversaire (tifos, banderoles, drapeaux...) sont nombreux,.

## Patinoire
Fribourg-Gottéron ne possède pas tout de suite sa propre patinoire. Il dispute ainsi ses premiers matchs sur la patinoire de ses adversaires ou en louant des heures de glace à la Ka-We-De à Berne.

### Patinoire des Augustins

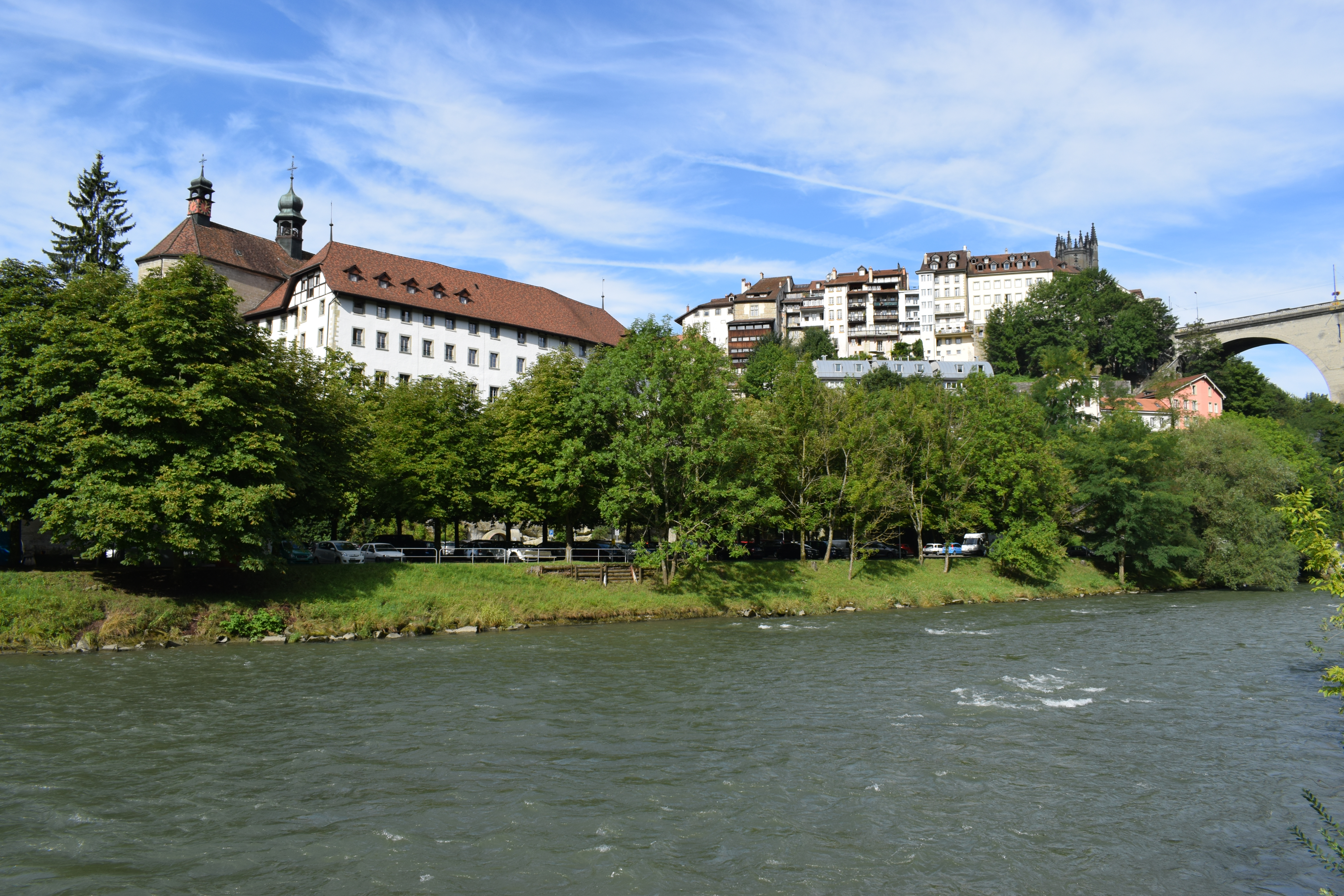
La Patinoire des Augustins a été remplacée par un parking boisé et situé au Chemin de la Patinoire.

La première patinoire officielle que le club possède est la patinoire des Augustins. Elle est située en Basse-Ville de Fribourg, au bord de la Sarine, au pied du couvent des Augustins. Construite par les habitants du quartier et inaugurée en 1941, elle pouvait, à terme, accueillir jusqu’à 4 800 personnes. Sa glace n'est artificielle que fin 1956 et elle n'est couverte qu'en 1972, avec des bâches en toile, et devient praticable par tous les temps.
La patinoire était surnommée la « Marmite des sorcières » par les adversaires de Fribourg-Gottéron

### Patinoire Saint-Léonard / BCF-Arena

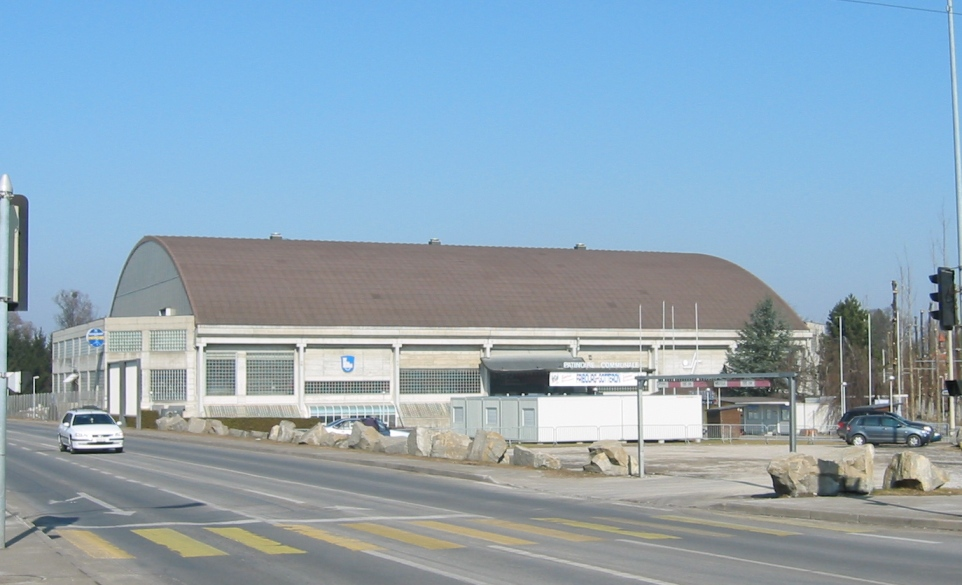
La Patinoire de Saint-Léonard en 2003

La nouvelle patinoire communale, dite Patinoire Saint-Léonard, est inaugurée le 25 septembre 1982 et compte alors 7 500 places. Le premier match se déroule deux jours plus tard et a lieu à guichets fermés contre le vice-champion suisse Davos, pour une défaite 4-6.
La patinoire peut encore accueillir 7 125 personnes lors de la saison 2008-2009. Ce nombre baisse petit à petit, saison après saison, jusqu'à atteindre 6 500 en janvier 2016, les places assises, notamment VIP, étant préférées aux places debout,. À la fin du mois d'août 2010, il est annoncé que la « patinoire de Saint-Léonard » devient la « BCF-Arena », du nom de la Banque cantonale de Fribourg. Il s'agit du tout premier cas de naming pour une patinoire romande.

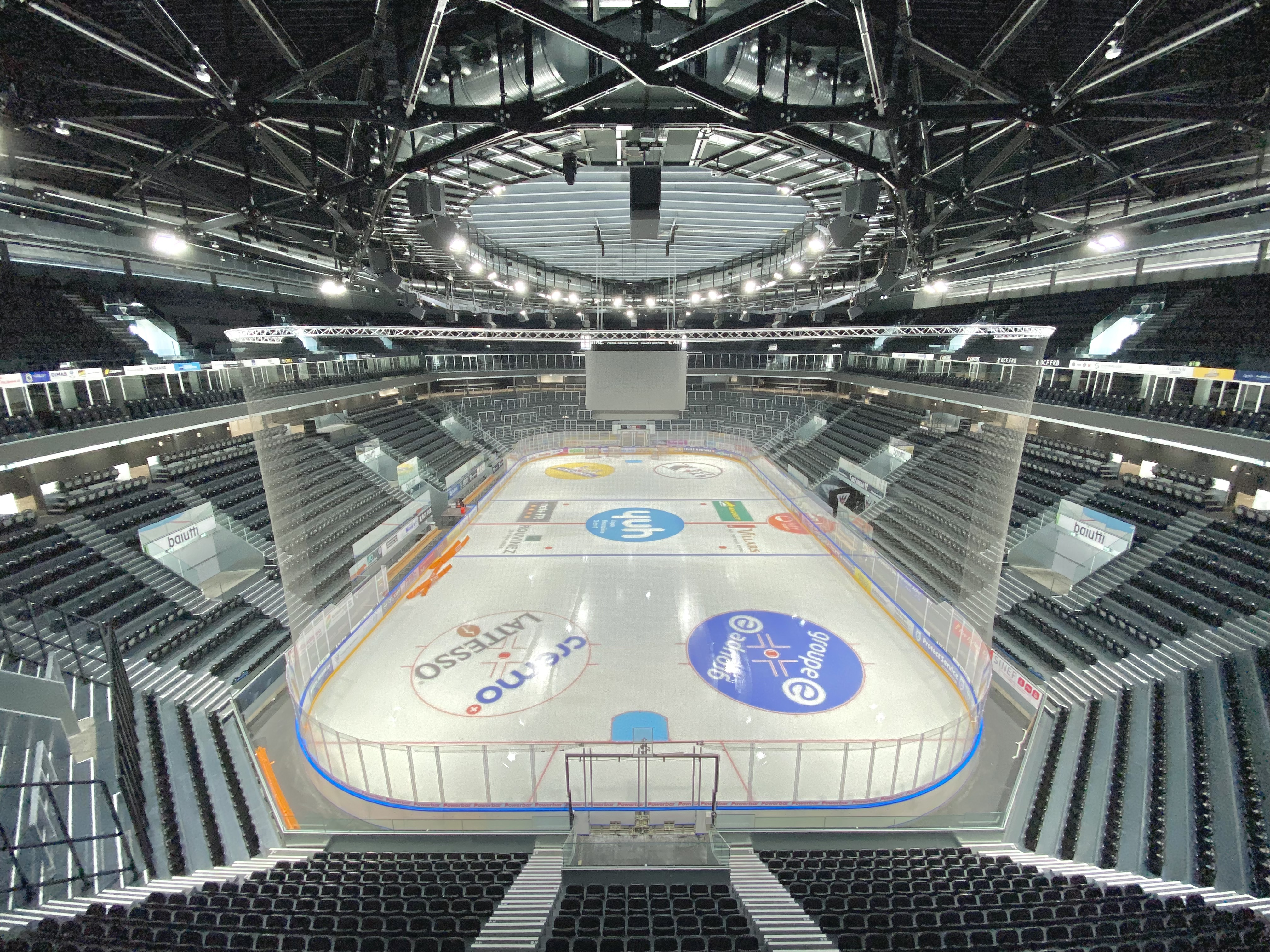
La BCF Arena en 2022

La patinoire est transformée entre septembre 2018 et septembre 2020, entre les différents matchs. Un total de 8 500 places est projeté, mais elle contient finalement 8 934 places. La nouvelle patinoire est inaugurée le 1er octobre 2020 avec un match contre les SC Rapperswil-Jona Lakers. Une victoire 2-1 qui se déroule à guichets fermés, devant... 5160 spectateurs en raison des règles liées à la pandémie de Covid-19,.
En raison de l'engouement et des matchs qui se déroulent tous à guichets fermés, le club cherche à augmenter la capacité de sa patinoire et à proposer de nouvelles expériences. À partir de septembre 2022, la BCF Arena peut ainsi accueillir 9009 spectateurs. Ce nombre passe à 9075 places en novembre 2023 et 9095 en mars 2024. L'augmentation se poursuit pour la reprise de la saison suivante en septembre 2024, avec 9119 places, puis 9178 à partir de la mi-novembre 2024  et 9262 un mois plus tard.

## Effectif actuel

### Staff technique
- Coach principal :  Roger Rönnberg (en) (depuis 2025)
- Coach-assistant : Lars Leuenberger (depuis 2025, auparavant coach principal dès 2024)
- Coach-assistant :  Rikard Franzén (depuis 2025)
- Coach des gardiens : David Aebischer (depuis 2014)
- Coach vidéo et statistiques avancées :  Erik Lignell (depuis 2025)

### Joueurs
| No    | Nom                    | Nat. | Position  | Arrivée                                |
| ----- | ---------------------- | ---- | --------- | -------------------------------------- |
| +001, | Loic Galley            |      | Gardien   | Formé au club                          |
| +020, | Reto Berra             |      | Gardien   | 2018 - Ducks d’Anaheim                 |
| +035, | Elijah Neuenschwander  |      | Gardien   | Formé au club                          |
| +003, | Michael Kapla          |      | Défenseur | 2025 - Rögle BK                        |
| +005, | Simon Seiler           |      | Défenseur | 2022 - EHC Olten                       |
| +007, | Benoît Jecker          |      | Défenseur | 2020 - HC Lugano                       |
| +012, | Patrik Nemeth          |      | Défenseur | 2025 - SC Bern                         |
| +026, | Alessio Guignard       |      | Défenseur | Formé au club                          |
| +027, | Yannick Rathgeb        |      | Défenseur | 2024 - HC Bienne                       |
| +033, | Ludvig Johnson         |      | Défenseur | 2025 - EV Zoug                         |
| +077, | Maximilian Streule     |      | Défenseur | 2023 - Armada de Blainville-Boisbriand |
| +096, | Andrea Glauser         |      | Défenseur | 2025 - Lausanne HC                     |
| +009, | Marcus Sorensen        |      | Attaquant | 2022 - Djurgårdens IF                  |
| +011, | Lucas Hedlund          |      | Attaquant | 2025 - EHC Winterthour                 |
| +017, | Attilio Biasca         |      | Attaquant | 2025 - EV Zoug                         |
| +021, | Henrik Borgström       |      | Attaquant | 2025 - HV71                            |
| +022, | Christoph Bertschy – A |      | Attaquant | 2022 - Lausanne Hockey Club            |
| +023, | Samuel Walser          |      | Attaquant | 2018 - HC Davos                        |
| +032, | Lucas Wallmark         |      | Attaquant | 2023 - ZSC Lions                       |
| +034, | Jeremi Gerber          |      | Attaquant | 2024 - HC Lugano                       |
| +037, | Kevin Nicolet          |      | Attaquant | Formé au club                          |
| +065, | Julien Rod             |      | Attaquant | Formé au club                          |
| +071, | Killian Mottet         |      | Attaquant | Formé au club                          |
| +073, | Sandro Schmid          |      | Attaquant | Formé au club                          |
| +079, | Kevin Etter            |      | Attaquant | Formé au club                          |
| +086, | Julien Sprunger – C    |      | Attaquant | Formé au club                          |
| +093, | Jan Dorthe             |      | Attaquant | Formé au club                          |
| +095, | Jacob de la Rose       |      | Attaquant | 2022 - Färjestad BK                    |
| +097, | Nathan Marchon         |      | Attaquant | Formé au club                          |

## Personnalités du club

### Joueurs

#### Numéros retirés
- #4  Christian Hofstetter
- #10  Mario Rottaris
- #13  Benjamin Plüss
- #19  Philippe Marquis
- #44  Shawn Heins
- #85  Gil Montandon
- #90  Viatcheslav Bykov
- #91  Andreï Khomoutov

#### Trophées internes
Dans le cadre du 75e anniversaire du club sont remis pour la première fois des trophées internes au club. Le trophée Bykov/Khomoutov est remis en l’honneur des deux joueurs russes Viatcheslav Bykov et Andreï Khomoutov au joueur le plus utile de la saison, le trophée Jean Lussier en l’honneur de l’attaquant canadien Jean Lussier au meilleur attaquant, le trophée Paul-André Cadieux en l’honneur du défenseur et entraîneur canadien Paul-André Cadieux au meilleur défenseur, le trophée Gaston Pelletier en l’honneur de l’entraîneur canadien Gaston Pelletier au joueur le plus méritant selon les entraîneurs et le trophée Laurent Haymoz est décerné en l’honneur de l’ancien président, mort en février 2013, à une figure emblématique du club.
| Saison    | Trophée Bykov/Khomoutov (MVP) | Trophée Jean Lussier (Meilleur attaquant) | Trophée Paul-André Cadieux (Meilleur défenseur) | Trophée Gaston Pelletier (Joueur méritant selon les coachs) | Trophée Laurent Haymoz (Figure emblématique) |
| --------- | ----------------------------- | ----------------------------------------- | ----------------------------------------------- | ----------------------------------------------------------- | -------------------------------------------- |
| 2012-2013 | Benjamin Conz                 | Andreï Bykov                              | Joel Kwiatkowski                                | Benjamin Plüss                                              | Shawn Heins                                  |
| 2013-2014 | Gregory Mauldin               | Benjamin Plüss                            | Joel Kwiatkowski                                | Christian Dubé                                              | Bruno Knutti                                 |
| 2014-2015 | Marc-Antoine Pouliot          | Marc-Antoine Pouliot                      | Jérémie Kamerzin                                | John Fritsche                                               | Sandy Jeannin                                |
| 2015-2016 | Julien Sprunger               | Julien Sprunger                           | Alexandre Picard                                | Ryan Gardner                                                | Benjamin Plüss et Michael Ngoy               |
| 2016-2017 | Julien Sprunger               | Roman Červenka                            | Marc Abplanalp                                  | Gregory Mauldin                                             | Marie-Jo Röbig                               |
| 2017-2018 | James Slater                  | Roman Červenka                            | Ralph Stalder                                   | Matthias Rossi                                              | Caryl Neuenschwander                         |
| 2018-2019 | Reto Berra                    | James Slater                              | Jonas Holøs                                     | Laurent Meunier                                             | Michel Volet                                 |
| 2019-2020 | Reto Berra                    | Killian Mottet                            | Ryan Gunderson                                  | Ralph Stalder                                               | Club les Étoiles                             |
| 2020-2021 | David Desharnais              | Killian Mottet                            | Ryan Gunderson                                  | Samuel Walser                                               | Marc Abplanalp                               |
| 2021-2022 | Reto Berra                    | Christopher DiDomenico                    | Ryan Gunderson                                  | Nathan Marchon                                              | Raphaël Berger                               |
| 2022-2023 | Ryan Gunderson                | David Desharnais                          | Ryan Gunderson                                  | Connor Hughes                                               | -                                            |
| 2023-2024 | Reto Berra                    | Marcus Sörensen                           | Ryan Gunderson                                  | Maximilian Streule                                          | Andrei Bykov                                 |
| 2024-2025 | Lucas Wallmark                | Marcus Sörensen                           | Raphael Diaz                                    | Sandro Schmid                                               | Ryan Gunderson                               |

Plusieurs joueurs ont été récompensés plusieurs fois. C'est notamment le cas de Ryan Gunderson, qui fait une razzia du trophée Paul-André Cadieux depuis son arrivée au club en 2019, avec également un titre de MVP, pour six trophées. Reto Berra en compte quatre, Julien Sprunger trois, Andrei Bykov et Killian Mottet deux.

#### Top Scorers
Depuis 2002-2003, chaque club de National League voit son meilleur pointeur porter le casque et le maillot de PostFinance Top Scorer. Voici les joueurs qui l'ont porté à la fin des différentes saisons régulières. Julien Sprunger est le seul à l'avoir eu plusieurs fois (6).
- 2002-2003 : Mike Gaul (35 points, 6G/29A, en 39 matchs), 1er défenseur à l'obtenir à Fribourg.
- 2003-2004 : Mikael Karlberg (66 points, 18G/48A, en 48 matchs)
- 2004-2005 : Jukka Hentunen (44 points, 24G/20A, en 44 matchs)
- 2005-2006 : Josh Holden (35 points, 17G/18A, en 44 matchs)
- 2006-2007 : Thibaut Monnet (37 points, 14G/23A, en 44 matchs)
- 2007-2008 : Julien Sprunger (47 points, 27G/20A, en 49 matchs)
- 2008-2009 : Sandy Jeannin (50 points, 15G/35A, en 50 matchs)
- 2009-2010 : Serge Aubin (41 points, 20G/21A, en 49 matchs)
- 2010-2011 : Julien Sprunger (42 points, 16G/26A, en 50 matchs)
- 2011-2012 : Julien Sprunger (51 points, 27G/24A, en 49 matchs)
- 2012-2013 : Andrei Bykov (46 points, 13G/33A, en 46 matchs)
- 2013-2014 : Benjamin Plüss (38 points, 21G/17A, en 49 matchs)
- 2014-2015 : Marc-Antoine Pouliot (43 points, 19G/24A, en 49 matchs)
- 2015-2016 : Julien Sprunger (36 points, 25G/11A, en 43 matchs)
- 2016-2017 : Julien Sprunger (51 points, 26G/25A, en 50 matchs)
- 2017-2018 : Roman Cervenka (37 points, 13G/24A, en 32 matchs)
- 2018-2019 : Julien Sprunger (38 points, 20G/18A, en 50 matchs)
- 2019-2020 : Ryan Gunderson (35 points, 8G/27A, en 50 matchs), 2e défenseur à l'obtenir à Fribourg.
- 2020-2021 : Killian Mottet (48 points, 23G/25A, en 50 matchs)
- 2021-2022 : Chris DiDomenico (54 points, 15G/39A, en 49 matchs)
- 2022-2023 : David Desharnais (42 points, 13G/29A, en 52 matchs)
- 2023-2024 : Marcus Sörensen (63 points, 31G/32A, en 52 matchs), ainsi que TopScorer de la ligue.
- 2024-2025 : Lucas Wallmark (45 points, 12G/33A, en 52 matchs)

#### Capitaines
Historique des capitaines du HC Fribourg-Gottéron :
- 1964-1969 : Daniel Waeber
- 1969-1972 : Joseph Etienne
- 1972-1973 : Daniel Piller et Daniel Waeber
- 1973-1974 : Joseph Etienne
- 1974-1975 : ?
- 1975-1976 : Paul Hübscher
- 1976-1981 : Jean-Marie Waeber
- 1981-1984 : Rudolf Raemy
- 1984-1985 : Jakob Lüdi
- 1985-1989 : Jean-Charles Rotzetter
- 1989-1997 : Christian Hofstetter
- 1997-2003 : Mario Rottaris
- 2003-2007 : Philippe Marquis
- 2007-2008 : Geoffrey Vauclair
- 2008-2009 : Shawn Heins et Geoffrey Vauclair
- 2009-2011 : Shawn Heins
- 2011-2012 : Shawn Heins et Sandy Jeannin
- 2012-2014 : Sandy Jeannin
- 2014-2015 : Benjamin Plüss et Julien Sprunger
- 2015-2016 : Julien Sprunger et Andrei Bykov
- 2016-2017 : Julien Sprunger
- 2017-2018 : Julien Sprunger et Andrei Bykov
- 2018-2020 : Julien Sprunger
- 2020-2021 : Julien Sprunger et Marc Abplanalp
- Depuis 2021 : Julien Sprunger

### Entraîneurs
- 1938-1945 : aucun
- 1945-1953 : Walter Essig
- 1953-1954 : Wolfgang Gosnik
- 1954-1955 : Fredy Streun
- 1955-1956 : Jimmy Raesbeck
- 1956-1957 : Mike O'Brien
- 1957-1959 : Raymond Maisonneuve
- 1959-1962 : Bruce Hamilton
- 1962-1963 : André Girard
- 1963-1966 : Reto Delnon (remplacement au cours de la saison 1966-1967)
- 1967 : Jean-Marie Schaller (remplacement au cours de la saison 1966-1967)
- 1967 : Reto Delnon (appelé pour sauver le club de la relégation)
- 1967-1969 : Michel Wehrli (remplacement au cours de la saison 1968-1969)
- 1968-1970 : Tim Haines
- 1970-1971 : Peter Schmidt
- 1971-1972 : Germain Bourgeois
- 1972-1973 : Reynald Lacroix
- 1973-1974 : Peter Schmidt
- 1974 : Reto Delnon (remplacement au cours de la saison 1974-1975)
- 1974-1975 : Gérald Aucoin
- 1975-1976 : Germain Bourgeois
- 1976-1977 : Maurice Renevey
- 1977-1978 : Raymond Maisonneuve (remplacement au cours de la saison 1978-1979)
- 1978-1982 : Gaston Pelletier
- 1982-1985 : Paul-André Cadieux
- 1985-1987 : Kent Ruhnke (remplacement au cours de la saison 1986-1987)
- 1987 : Bengt Ohlson (ne passe que la fin de la saison 1986-1987 au club)
- 1987-1990 : Mike McNamara et Rémy Lévesque (remplacement au cours de la saison 1989-90)
- 1990-1995 : Paul-André Cadieux
- 1995-1996 : Kjell Larsson (remplacement au cours de la saison 1996-1997 par Marc Leuenberger, ad interim)
- 1996-1999 : André Peloffy (limogé en janvier 1999)
- 1999 : Rudolf Raemy et Andreï Khomoutov (par intérim en fin de saison 1998-1999)
- 1999 : Ueli Schwarz (entre le début de saison 1999-2000 et décembre 1999)
- 1999-2000 : Colin Muller (entre décembre 1999 et la fin de saison 1999-2000)
- 2000-2002 : Serge Pelletier
- 2002-2003 : Colin Muller
- 2003-2004 : Ievgueni Popichine (remplacement au cours de la saison 2003-2004)
- 2004-2006 : Mike McParland (arrivé en décembre 2004)
- 2006-2011 : Serge Pelletier, limogé en février 2011
- 2011 : René Matte (ad interim en fin de saison 2010-2011)
- 2011-2014 : Hans Kossmann, limogé en octobre 2014[95]
- 2014 : René Matte et Dany Gelinas, duo ad interim
- 2014-2016 : Gerd Zenhäusern[96], qui remplace les intérimaires en octobre 2014, quitte ses fonctions en septembre 2016
- 2016-2017 : Larry Huras
- 2017-2019 : Mark French, limogé en octobre 2019
- 2019-2024 : Christian Dubé, directeur sportif (à double casquette), limogé en mai 2024
- 2024 : Patrick Emond (en), ancien coach-assistant, limogé en décembre 2024
- 2024-2025 : Lars Leuenberger, ad interim (contrat d'assistant déjà signé pour 2025-2028)
- dès 2025-2026 : Roger Rönnberg (en) (contrat signé au printemps 2024, portant jusqu'en 2028)

### Présidents
- 1938-1940 : Jean-Jacques Brohy
- 1940-1941 : Pierre Nawratil
- 1941-1942 : Paul Bückelmann
- 1942-1946 : René Castella
- 1946-1950 : Robert Schieferdecker
- 1950-1960 : Fernand Aebischer
- 1960-1966 : Franz Spicher
- 1966-1967 : Maurice Bouquet
- 1967-1972 : Luigi Musy
- 1972-1977 : Jean-Pierre Dorthe
- 1977-1984 : Anton Cottier
- 1984-1986 : Walter Hofstetter
- 1986-1988 : Serge Chammartin
- 1988-1992 : Jean Martinet
- 1992-1995 : Yves Cantin
- 1995-1996 : Richard Waeber
- 1996-2001 : Gaston Henri Baudet
- 2001-2004 : Antoine Roulin
- 2004-2006 : Laurent Schneuwly (démission en novembre 2006)
- 2006-2010 : Daniel Baudin
- 2010-2013 : Laurent Haymoz (décès en février 2013)
- 2013-2014 : Charles Phillot (démission en novembre 2014)
- 2014-2019 : Michel Volet
- Depuis 2019 : Hubert Waeber

### Directeurs généraux
- 2012-2021 : Raphaël Berger
- Depuis 2021 : John Gobbi

### Directeurs sportifs
- 1974-1983 : Benedikt Zablonier
- 1987-1990 : Arnold Krattinger
- 1990-1993 : Jean-Pierre Dousse
- 1994-1995 : Daniel Eltschinger
- 1996-2000 : Marc Leuenberger
- 2000-2005 : Roland von Mentlen
- 2006-2007 : Mike McParland
- 2007-2011 : Serge Pelletier
- 2011-2014 : Hans Kossmann
- 2015-2024 : Christian Dubé
- Depuis 2024 : Gerd Zenhäusern

## Equipe féminine

### Avant Gottéron
En 1980, le HC Vannerie permet à la ville de Fribourg de devenir la première de Suisse avec une équipe féminine de hockey. Le club situé en Basse-Ville est fondé sous l'impulsion d'Hubert Audriaz.
Quatre ans plus tard, l'équipe est intégrée à la Fédération suisse de hockey sur glace (FSHG) et un championnat suisse officiel est disputé à partir de la saison 1986-1987. En 1989, La Vannerie devient le HC Unterstadt, avant de devenir le HCP Fribourg. En 1997, le club féminin intègre le mouvement junior du HC Fribourg-Gottéron, pour mois de dix ans.
Un club indépendant – le Fribourg Ladies Hockey Club – est créé en 2008, car la Fondation Slava Bykov, créée une année plus tôt afin de promouvoir ce sport auprès des jeunes et de développer le mouvement junior, ne soutient que la relève masculine de Gottéron. Le premier succès des Ladies date de 2012, avec un titre de SHWL-C et une promotion, puis en 2014 avec celui de SHWL-B,.

### Avec Gottéron

#### Historique
À partir de la saison 2022-2023, le HC Fribourg-Gottéron prend finalement sous son aile les Fribourg Ladies, évoluant alors en SWHL-B, le deuxième échelon national. Elles deviennent les Fribourg-Gottéron Ladies et sont championnes de Suisse cette même saison et promues en SWHL-A, aussi appelée PostFinance Women's League. Elles y disputent leur première saison en 2023-2024.
En 2024-2025, les Ladies se hissent en finale de la National Cup, en éliminant Neuchâtel au 4e tour (6-2), Lausanne en quarts de finale (13-0) et Ambri en demi-finale (4-0). Elles s'inclinent 3-5 contre Zoug, après avoir mené 2-0 et 3-2, et remportent la médaille d'argent.

#### Palmarès
- SWHL-B
  - Champion (1) : 2023
- National Cup
  - Vice-champion (1) : 2025

#### Ligues
- 2022-2023 : SWHL-B
- depuis 2023 : SWHL-A (PFWL)